# Tettau, Brandenburg
För andra betydelser, se Tettau.
Tettau (högsorbiska: Ćětowa) är en kommun och ort i östra Tyskland, belägen i Landkreis Oberspreewald-Lausitz i södra delen av förbundslandet Brandenburg, strax söder om staden Lauchhammer. Kommunen administreras som en del av kommunalförbundet Amt Ortrand, vars säte ligger i den närbelägna staden Ortrand.

## Kända ortsbor
- Heinrich Nicklisch (1876-1946), företagsekonom.